# Рончкі (Вармінсько-Мазурське воєводство)
Рончкі (пол. Rączki, нім. Hornheim) — село в Польщі, у гміні Нідзиця Нідзицького повіту Вармінсько-Мазурського воєводства.
Населення — 144 особи (2011).
У 1975-1998 роках село належало до Ольштинського воєводства.

## Демографія
Демографічна структура станом на 31 березня 2011 року:
|          | Загалом | Допрацездатний вік | Працездатний вік | Постпрацездатний вік |
| -------- | ------- | ------------------ | ---------------- | -------------------- |
| Чоловіки | 68      | 19                 | 45               | 4                    |
| Жінки    | 76      | 22                 | 41               | 13                   |
| Разом    | 144     | 41                 | 86               | 17                   |